# 基本角色扮演系統
基本角色扮演系統（Basic Role-Playing）是一種角色扮演遊戲規則。作為一個技能百分比系統，它類似GURPS或D20規則的平台，會依世界觀的不同而可以作不同的調整，如《克苏鲁的呼唤》中無力的現代調查員和Stormbringer中一刀一個的英雄就是明顯的對比。
大部分的混沌元素出版的角色扮演遊戲都採用此規則，BRP用的主屬性類似龍與地下城，力量（Strength）、體質（Constitution）、體型（Size）、智力（Intelligence）、法力（Power）、敏捷（Dexterity）和魅力（Charisma）或外表（Appearance）跟D&D的差不多，有一個極大的不同點是體型，在BRP中，傷害加值是由力量加體型來決定，HP上限則是由體質加體型來決定，另外HP上限變動只跟屬性變動有關，屬性不變下並不會提昇。
此系統沒有所謂的經驗值，在擲骰技能判定方面，BRP使用D100來判定，而技能的提昇不是由獲得的經驗值，改以經驗判斷（experience check），即由擲D100來判定技能的提昇於否，丟出比現在技能高的點數則成功的提昇技能，若是要得到技能經驗判斷的機會，玩家必須在跑團的過程中使用那個技能，這是個鼓勵使用技能和考慮多方向投資起始技能的系統，因為高技能數值也意味著提升的困難。
在護具防護方面，格擋是個技能，身上的護具是吸收傷害跟迴避無關。
在2004年，混沌元素出版BRP規則和魔法規則書。

## 使用BRP的系統
- 克蘇魯的呼喚
- 興風者（英语：Stormbringer (role-playing game)）